# NME3
NME3 (англ. NME/NM23 nucleoside diphosphate kinase 3) – білок, який кодується однойменним геном, розташованим у людей на короткому плечі 16-ї хромосоми. Довжина поліпептидного ланцюга білка становить 169 амінокислот, а молекулярна маса — 19 015.
| 10         |  | 20         |  | 30         |  | 40         |  | 50         |
| ---------- |  | ---------- |  | ---------- |  | ---------- |  | ---------- |
| MICLVLTIFA |  | NLFPAACTGA |  | HERTFLAVKP |  | DGVQRRLVGE |  | IVRRFERKGF |
| KLVALKLVQA |  | SEELLREHYA |  | ELRERPFYGR |  | LVKYMASGPV |  | VAMVWQGLDV |
| VRTSRALIGA |  | TNPADAPPGT |  | IRGDFCIEVG |  | KNLIHGSDSV |  | ESARREIALW |
| FRADELLCWE |  | DSAGHWLYE  |  |            |  |            |  |            |

A: Аланін

C: Цистеїн

D: Аспарагінова кислота

E: Глутамінова кислота

F: Фенілаланін

G: Гліцин

H: Гістидин

I: Ізолейцин

K: Лізин

L: Лейцин

M: Метіонін

N: Аспарагін

P: Пролін

Q: Глутамін

R: Аргінін

S: Серин

T: Треонін

V: Валін

W: Триптофан

Кодований геном білок за функціями належить до трансфераз, кіназ. 
Задіяний у таких біологічних процесах, як апоптоз, метаболізм нуклеотидів. 
Білок має сайт для зв'язування з АТФ, нуклеотидами, іонами металів, іоном магнію. 